# こむそう
こむそう（生年不明 - 2017年7月22日）は、日本の男性漫画家。

## 略歴
『天然あるみにゅーむ!』を芳文社の月刊雑誌『まんがタイムきらら』で2007年12月号から2008年2月号までゲスト掲載された後に、2008年4月号から連載開始。
2013年5月、まんがタイムきらら公式Webサイトにて、体調不良による連載休止が発表され、以来休載中であった。その後、2014年8月号に最終掲載分を以て最終回とする旨が報じられた。
本人が管理しているTwitterの更新も2013年4月を最後に途絶えているが、2013年5月に脳溢血により倒れ、2014年6月時点で病院にてリハビリ中であることが公表された。
以来、闘病中であったが、2017年7月22日に逝去したことが、同年7月28日に伝えられた。

## 主な作品
- 天然あるみにゅーむ!（『まんがタイムきらら』、既刊4巻）※連載終了
- 南国育ち（『月刊ヤングマガジン』、原作：平和、既刊1巻）
- 南国ちゅーばっか!（『月刊ヤングマガジン』、既刊1巻）※完結・最終巻未刊